# Valtinó
Valtinó är en ort i Grekland.   Den ligger i prefekturen Trikala och regionen Thessalien, i den centrala delen av landet, 250 km nordväst om huvudstaden Aten. Valtinó ligger 118 meter över havet och antalet invånare är 780.
Terrängen runt Valtinó är varierad, och sluttar österut. Runt Valtinó är det ganska glesbefolkat, med 42 invånare per kvadratkilometer. Närmaste större samhälle är Trikala, 9,3 km öster om Valtinó. Trakten runt Valtinó består till största delen av jordbruksmark.